# Minna Canth
Minna Canth (născută Ulrika Wilhelmina Johnsson) (n. 19 martie 1844 - d. 12 mai 1897) a fost o scriitoare finlandeză, promotoare a realismului.

## Opera
- 1886: Hanna ("Hanna");
- 1885: Nevasta muncitorului ("Työmiehen vaimo");
- 1888: Copiii nenorocului ("Kovan onnen lapsia");
- 1886: Oameni sărmani ("Köyhää kansaa");
- 1893: Sylvi ("Sylvi");
- 1895: Anna Liissa ("Anna Liissa").